# Goopi Gawaiya Bagha Bajaiya

Goopi Gawaiya Bagha Bajaiya est un film d'animation indien réalisé par Shilpa Ranade et sorti en 2013. Ce dessin animé relate les aventures de deux amis, le chanteur Goopi et le percussionniste Bagha dans un univers de conte. Il est adapté d'un conte d'Upendrakishore Roychowdhury, lui-même déjà adapté en prises de vue réelles par son petit-fils, le réalisateur Satyajit Ray, dans Les Aventures de Goopy et Bagha en 1968.

## Synopsis
Le chanteur Goopi et le percussionniste Bagha rencontrent le Roi fantôme, qui leur remet trois dés magiques. Munis de ces présents et de leur ruse, les deux amis voyagent et portent secours à ceux qu'ils rencontrent. Ils se trouvent en particulier pris dans l'affrontement imminent entre deux royaumes et font tout pour préserver la paix.

## Fiche technique
- Titre original : Goopi Gawaiya Bagha Bajaiya
- Titre anglais : The World of Goopi and Bagha
- Réalisation : Shilpa Ranade
- Scénario : d'après une histoire d'Upendrakishore Roychowdhury
- Montage : Avinash Walzde
- Production : Shravan Kumar
- Société de production : Children’s Film Society India
- Pays : Inde
- Langue : hindi
- Durée : 78 minutes
- Format : couleur
- Date de sortie : Inde: 2013

## Voix originales hindi
- Manish Bhawan : Bagha
- Rajeev Raj : Goopi
- Shailendra Pande : le Roi fantôme

## Récompenses
En Inde, le film remporte le Prix du jury pour les meilleurs graphismes au Festival du film pour enfants d'Inde en novembre 2013.